# Julius Sulzer

Julius Sulzer

Julius Sulzer (* 26. Juli 1830 in Wien; † 13. Februar 1891 ebenda) war ein österreichischer Komponist und Pianist.

## Leben
Sulzer war ein Sohn des Kantors Prof. Salomon Sulzer und dessen Ehefrau Fanni Hirschfeld. Der Schriftsteller Paul d’Abrest war sein Schwager.
Seinen ersten musikalischen Unterricht bekam Sulzer durch seinen Vater, später wurde Simon Sechter sein Lehrer. Unterstützt durch Sechter konnte Sulzer bereits nach einigen Jahren eine längere Studienreise nach und durch Italien unternehmen. In einigen Städten dort ergaben sich kleinere Engagements als Maestro concertatore.
Zurück in Wien, wirkte Sulzer fast ausschließlich kompositorisch und anlässlich eines Konzerts des Wiener Musikvereins im Mai 1861 waren einige seines Stücke erstmals öffentlich zu hören. U. a. ein Preghiera für Horn und Klavierbegleitung. In der musikalischen Zeitschrift „Rezensionen und Mittheilungen über Theater und Musik“ von Fürst Georg Konstantin Czartoryski wurden diese Kompositionen gnadenlos verrissen.
Ob dieser Verriss Anlass dafür war oder nicht, Sulzer startete noch im selben Jahr zu einer längeren Gastspielreise durch halb Europa. Im November 1864 spielte er in Konstantinopel vor Sultan Abdülaziz und am 9. August 1865 wurde unter seiner persönlichen Leitung am Ständischen Theater in Prag seine Oper Johanna von Neapel uraufgeführt.
Mit Wirkung von Ostern 1868 übernahm Sulzer das Amt des Ersten Kapellmeisters an der Italienischen Oper in Bukarest. Sein Debüt war dort die äußerst erfolgreiche Premiere von Charles Gounods  Oper Faust. Fürst Carol I., der ebenfalls anwesend war, beauftragte Sulzer mit dem Aufbau einer Hofkapelle und ernannte ihn im Mai 1868 zu seinem Hofkapellmeister.
Um das von der Schließung bedrohte Deutsche Theater machte sich Sulzer ebenfalls verdient, indem er ein Rettungs-Comité gründete und mit Fürst Carol I. eine jährliche Subvention von 500 Ducaten aushandelte. Auf persönliche Einladung Sultans Abdülaziz gab Sulzer erneut ein Gastspiel in Konstantinopel. Unter den Zuhörern weilte auch der Vizekönig von Ägypten, Ismail Pascha, mit dem er auch Bekanntschaft machte.
Zurück in Bukarest, beauftragte ihn der rumänische Kulturminister „eine grosse Oper über einen nationalen Stoff“ zu komponieren. Im Winter 1869/70 konnte er bereits die Partitur seiner Oper Held Michael abliefern. Weihnachten 1869 erhielt er auch das Angebot, während der Karneval-Saison 1870 am königl. Hoftheater in Turin als künstlerischer Leiter zu fungieren.
Er nahm an und reiste von dort nach Mailand, wo er in mehreren privaten Salons auftrat. Dort organisierte er auch ein großes Benefiz-Konzert (er trat auch selbst mit auf) zur Unterstützung des italienischen Librettisten Francesco Maria Piave. Im Frühjahr 1871 gastierte er auf Malta, Höhepunkt dieses Gastspiels war sein Auftritt im königl. Opernhaus in der Hauptstadt Valletta.
Als 1873 in Wien die fünfte Weltausstellung von Kaiser Franz Joseph I. war auch Sulzer dabei. Zusammen mit Alexander von Barathy hatte er die Genehmigung während der Ausstellung im Wiener Prater „... theatralische Vorstellungen und Concerte, insbesondere italienische Opern, Spielopern, Volksdramen, Possen und Balladen ... zu geben“.
1875 berief man Sulzer als Kapellmeister in Wien ans Burgtheater. Dieses Amt hatte er ca. zehn Jahre inne und zog sich dann nach und nach ins Privatleben zurück.

## Ehrungen
- 1864 – Offizierskreuz des Mecidiye-Ordens
- Sachsen-Coburgsche Medaille für Kunst und Wissenschaft
- Herzoglich Sachsen-Ernestinischer Hausorden
- Berufstitel Professor

## Werke (Auswahl)
- Preghiera für Horn und Klavierbegleitung
- Johanna von Neapel. Oper in 3 Akten (1865, Libretto von Otto Prechtler)
- Held Michael. Dreiaktige Nationaloper (1869)
- Der Wanderer in der Sägemühle